# Turnhout
Turnhout es un municipio belga de la provincia de Amberes en Flandes casi rayano con la frontera con los Países Bajos. Limita al noroeste con Baarle-Hertog y Merksplas, al norte con Baarle-Nassau, al nordeste con Ravels, al oeste con Beerse y Vosselaar, al este con Oud-Turnhout y al sur con Kasterlee. A menudo se llama capital de los Kempen.

## Historia

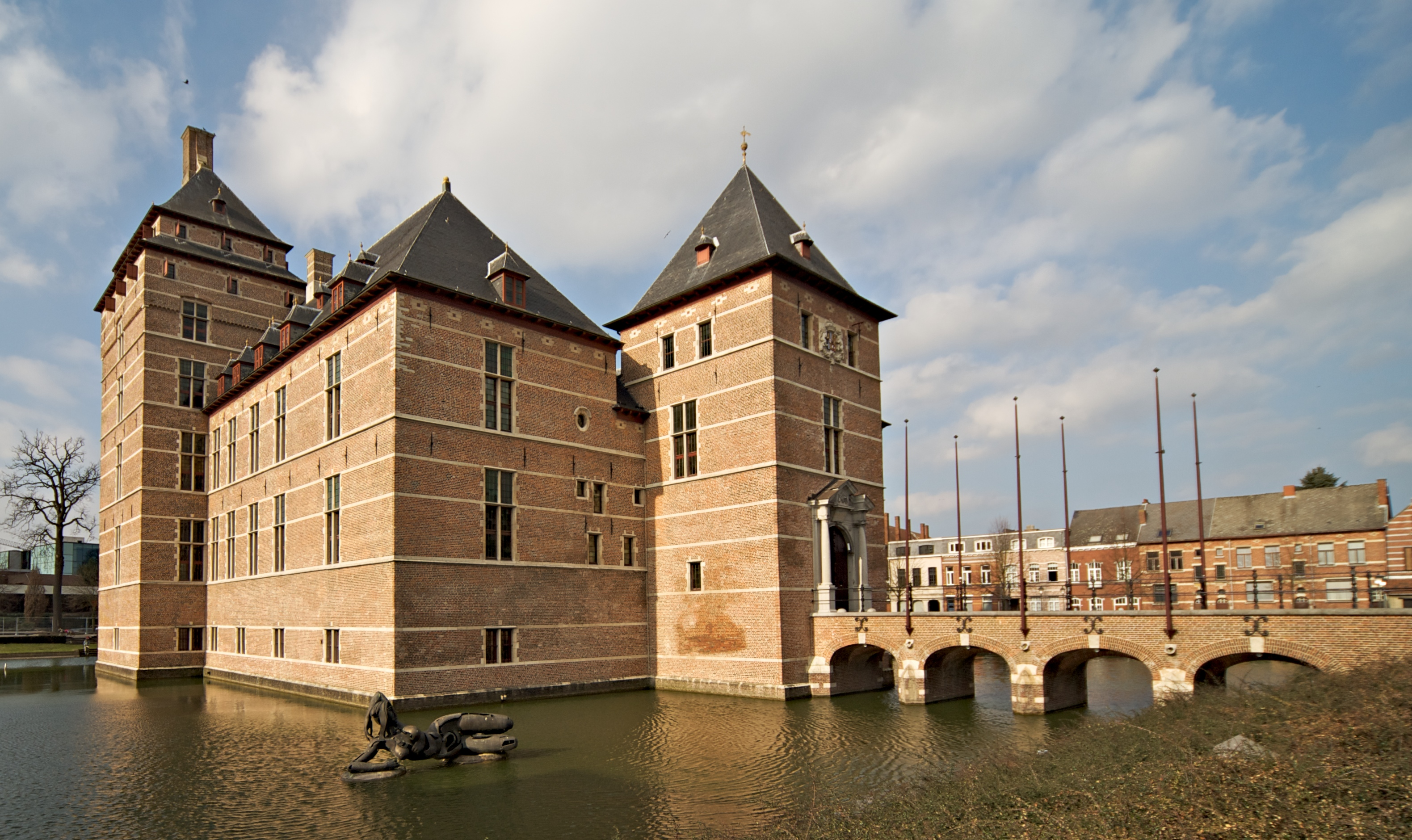
Castillo del duque de Brabante.

Turnhout se originó en la encrucijada de dos rutas comerciales importantes y al amparo de la protección que ofrecía el castillo de caza de los Duques de Brabante, que parece haber existido desde 1110. La pequeña comunidad que se desarrolló obtuvo su estado de "ciudad libre" del duque Enrique I de Brabante en 1212. En 1338, se concedió el privilegio de organizar un mercado el sábado, una tradición que todavía se mantiene hoy. 
Población del Ducado de Brabante, en 1482 se incluyó en los Países Bajos de los Habsburgo.
Las tropas españolas abandonaron la villa en 1577, según lo acordado mediante el Edicto perpetuo. Ocupada por los rebeldes neerlandeses hasta su toma de nuevo por el Ejército de Flandes en 1583, antes de la batalla de Steenbergen. La victoria de Mauricio de Nassau en la batalla de Turnhout en 1597, la convirtió en feudo de la Casa de Orange-Nassau, aunque bajo soberanía española ratificada en el Tratado de Münster (en 1609, durante la Tregua de los doce años, recayó en el católico y aliado español Felipe Guillermo de Orange-Nassau) hasta su paso a los Países Bajos Austríacos en 1753. En 1789, se produce una batalla durante la Revolución brabanzona. 
El congreso de Viena la incluye en el Reino Unido de los Países Bajos en 1815.
En 1830, Bélgica se independiza, y Turnhout cayó al sur de la nueva frontera con los Países Bajos.

## Demografía

### Evolución
Todos los datos históricos relativos al actual municipio, el siguiente gráfico refleja su evolución demográfica.
| Gráfica de evolución demográfica de Turnhout entre 1846 y 2020 |
|                                                                |

## Ciudades hermanadas
- Hammelburg (Alemania)
- Gödöllő (Hungría)
- Hanzhong (China)
- Vinatori (Rumania)

## Galería de imágenes

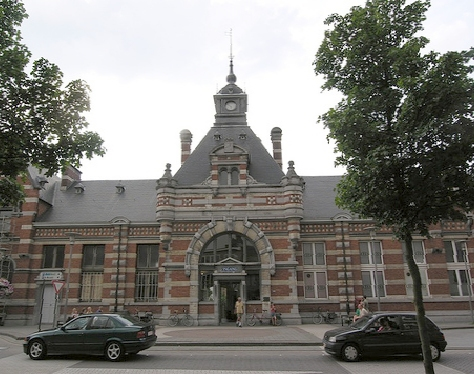
Estación de Turnhout
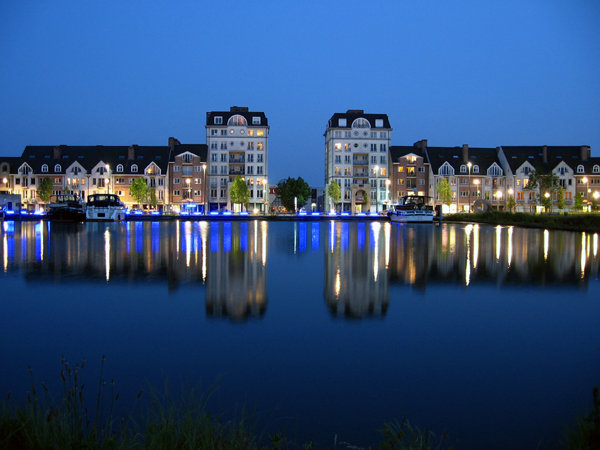
Puerto
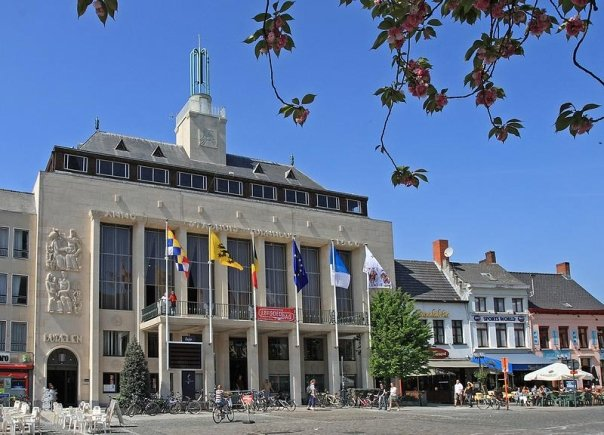
Ayuntamiento